# Auximella minensis
Auximella minensis är en spindelart som först beskrevs av Cândido Firmino de Mello-Leitão 1926.  
Auximella minensis ingår i släktet Auximella och familjen mörkerspindlar. Inga underarter finns listade.